# Afroholopogon anassa
Afroholopogon anassa là một loài ruồi trong họ Asilidae. Afroholopogon anassa được Londt miêu tả năm 2005. Loài này phân bố ở miền nhiệt đới châu Phi.